# 阿摩羅識
阿摩羅識（あまらしき、梵：amala-vijñāna、菴摩羅識とも）は、大乗仏教の論の一つ。
唯識思想（法相宗）では、八識を説く。
すべては阿頼耶識より縁起するとし、主に迷いの世界であるが悟りも阿頼耶識より生じるとする。
一方、心は本来清浄であるとする如来蔵思想があった。
これらの思想を止揚するため、天台宗や華厳宗は、この阿摩羅識を加えて新たに九識を立てた。天台宗では、阿摩羅識をけがれが無い無垢識・清浄識、また真如である真我、如来蔵、心王であるとし、すべての現象はこの阿摩羅識から生れると位置づけた。したがってこれを「真如縁起」などともいう。真如は絶対なる真我なれば「識」とは言い難いが、前の八識に隋縁生起する本源なることから阿摩羅識と名づけられた。したがって法性宗における仏性の異名である。
なお、法相宗では玄奘がこの説に対し摂論を釈して、第八の阿摩羅識のみを立てて、それは阿頼耶識の果上に至りし時の名称であり、また阿頼耶識が無垢になったものであるとするので九識を別に分けて立てない。
天台宗以下、日蓮宗やその各派でもこの九識論に依り、これを九識心王真如の都と呼んでいる。日蓮は日向記で「究竟即（くきょうそく）とは九識本覚の異名なり、九識本法の都とは法華の行者の住所なり」、「此の九識法性とは、如何なる所の法界を指すや。法界とは十界なり。十界即諸法なり、此の諸法の当体、本有の妙法蓮華経なり。此の重に迷う衆生のために一仏現じて分別説三するは、九識本法の都を立出するなり。さて終に本の九識に引入する。それを法華経とは云うなり」、また日女御前返事でも「此の御本尊全く余所（よそ）に求むる事なかれ。只我れ等衆生の法華経を持ちて南無妙法蓮華経と唱なうる胸中の肉団におはしますなり。是を九識心王真如の都とは申すなり」と述べている。